# Lampona macilenta
Espèce
Lampona macilenta est une espèce d'araignées aranéomorphes de la famille des Lamponidae.

## Distribution
Cette espèce est endémique d'Australie. Elle se rencontre au Victoria, dans le Sud de l'Australie-Méridionale et en dans le Sud de l'Australie-Occidentale.

## Description
Le mâle décrit par Platnick en 2000 mesure 9,2 mm et la femelle 9,2 mm.

## Publication originale
- L. Koch, 1873 : Die Arachniden Australiens. Nürnberg, vol. 1, p. 369-472 (texte intégral).